# Ешлькам
Ешлькам (нім. Eschlkam) — громада в Німеччині, розташована в землі Баварія. Підпорядковується адміністративному округу Верхній Пфальц. Входить до складу району Кам.
Площа — 60,50 км2. Населення становить 3381 ос. (станом на 31 грудня 2020).